# Caixa de cabals
Les caixes de cabals o caixes fortes són un compartiment de seguretat amb l'objectiu de dificultar la seva obertura a persones no autoritzades i així poder-hi guardar elements de valor. En general són fabricades en un metall extremadament dur, pel que són molt pesades i consten d'un sistema de tancament que sol es pot obrir mitjançant claus secretes que poden canviar-se per preservar més encara la seguretat.

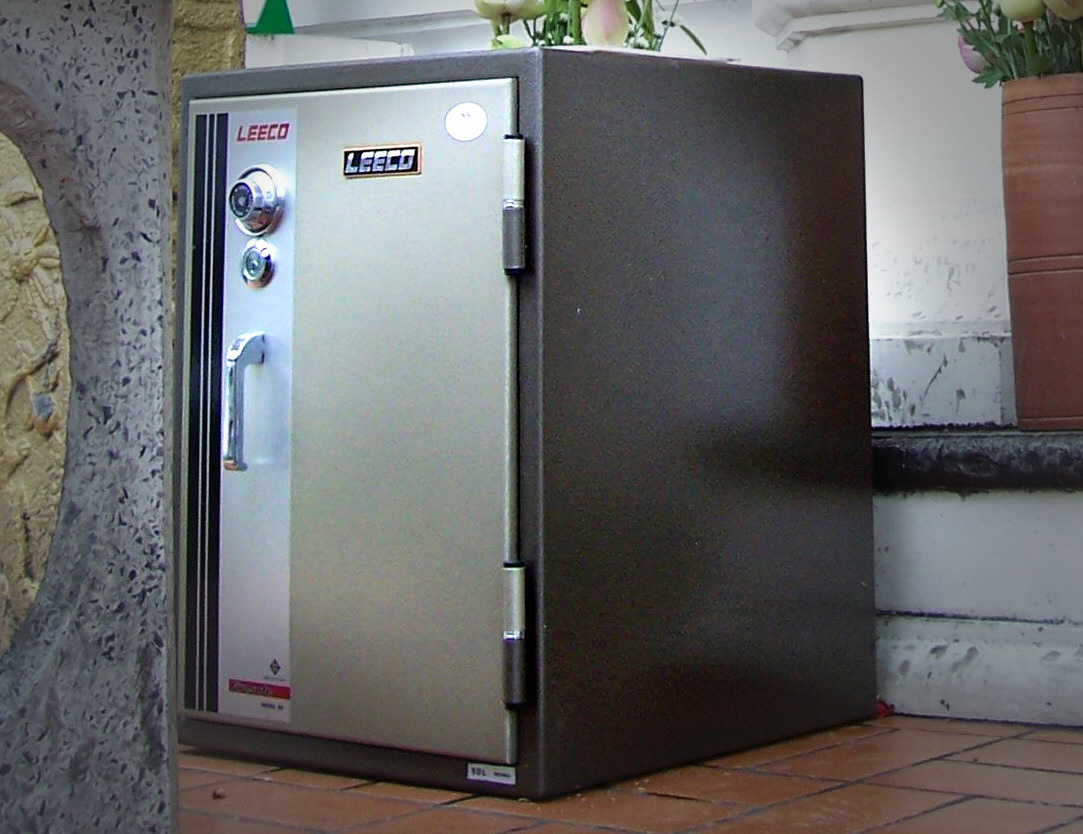
Una caixa forta tancada

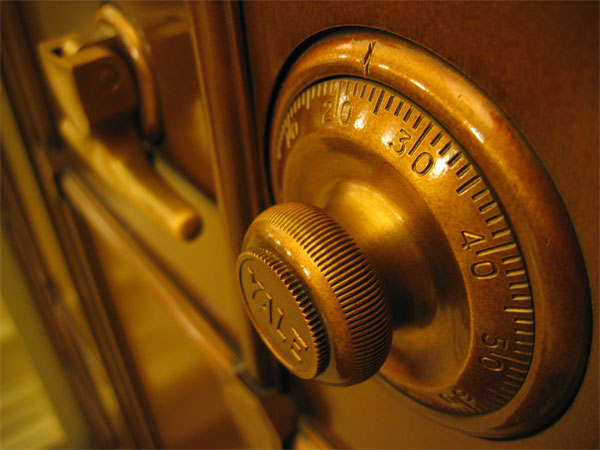
Roda per a introduir la combinació a la caixa

Per a accedir al contingut que hi ha en aquestes caixes fortes, cal saber-ne la contrasenya.
- A les caixes fortes antigues (encara se'n produeixen d'aquest tipus), s'utilitza una espècie de roda que dona voltes a l'esquerra i a la dreta. Cal moure-la determinades vegades o "ticks" cap als dos costats fins que s'obri.

- Les caixes fortes modernes utilitzen sistemes de seguretat electrònics, com són una contrasenya (en general numèrica, encara que n'hi ha alguns més avançats que permeten alfanumèriques), sistemes de lectura d'empremtes dactilars o de l'ull a un lector òptic.

És molt comú veure a les pel·lícules que aquestes caixes són amagades darrere de pintures penjades a la paret.
La família Arisó va fundar l'empresa E. Arisó y Cia S.A., referent espanyol de la fabricació de balances, bàscules i caixes de cabals.

## Història
La primera caixa forta coneguda data del segle XIII aC i es va trobar a la tomba del faraó Ramsès II. Estava fet de fusta i consistia en un sistema de tancament que s'assemblava al pany modern de gorges.

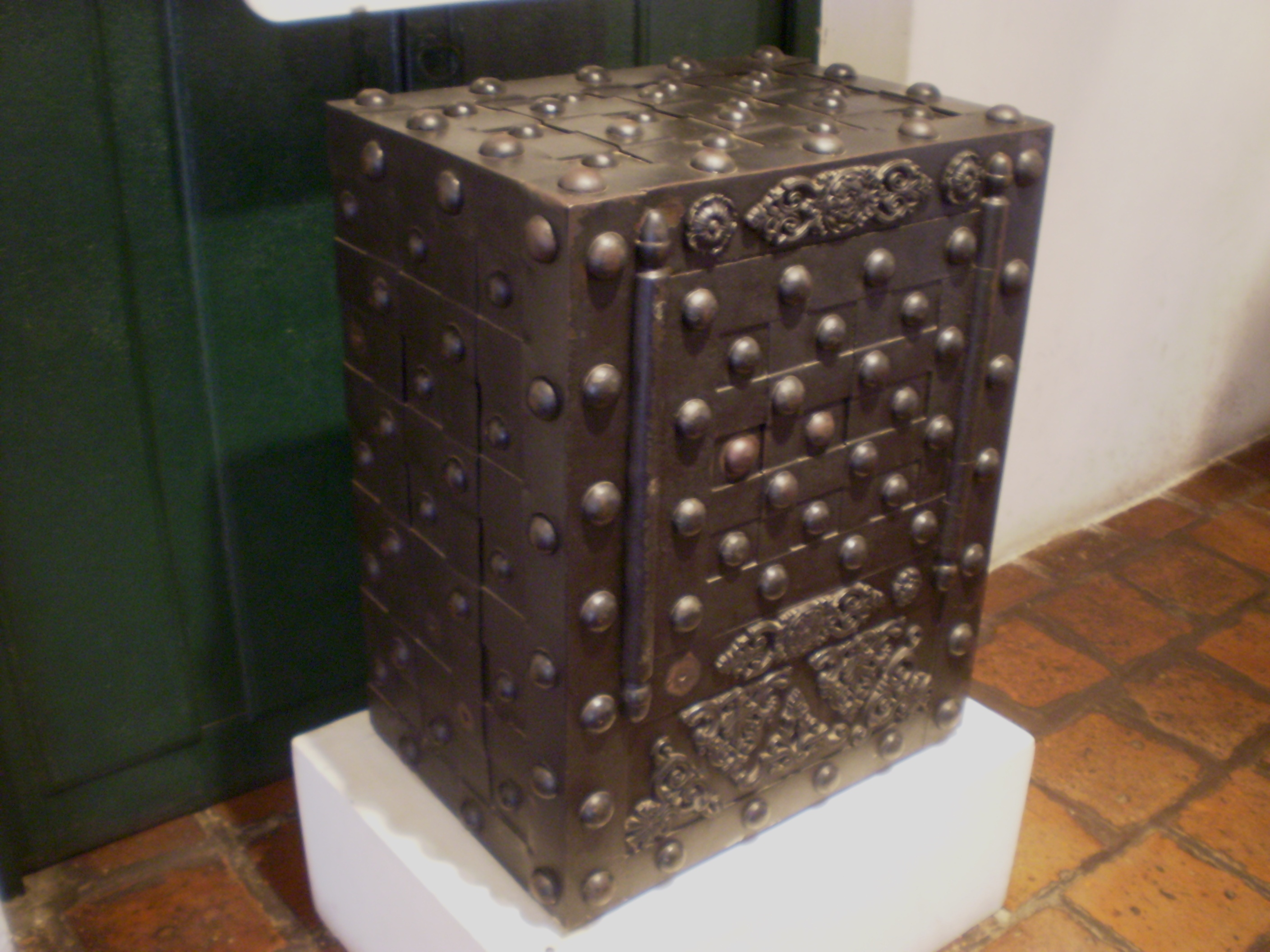
Caixa de cabals del. Virregnat del Riu de la Plata

Al segle xvi, els ferrers del sud d'Alemanya, Àustria i França van forjar per primera vegada caixes d'efectiu en xapa. Aquests cofres de xapa van servir com a models per a caixes de diners produïdes en massa al segle xix. El 1835, els inventors anglesos Charles i Jeremiah Chubb a Wolverhampton, Anglaterra, van rebre una patent per a una caixa forta resistent als lladres i van començar una producció de caixes fortes. Els germans Chubb havien produït panys des de 1818. Chubb Locks va ser una empresa independent fins a l'any 2000 quan es va vendre a Assa Abloy. El 2 de novembre de 1886, l'inventor Henry Brown va patentar un "receptacle per emmagatzemar i conservar papers". El contenidor era ignífug i resistent als accidents, ja que estava fet de metall forjat. La caixa es va poder assegurar de manera segura amb un pany i clau i també va poder mantenir l'organització oferint diferents ranures per organitzar papers importants.

## Tipus de caixes fortes

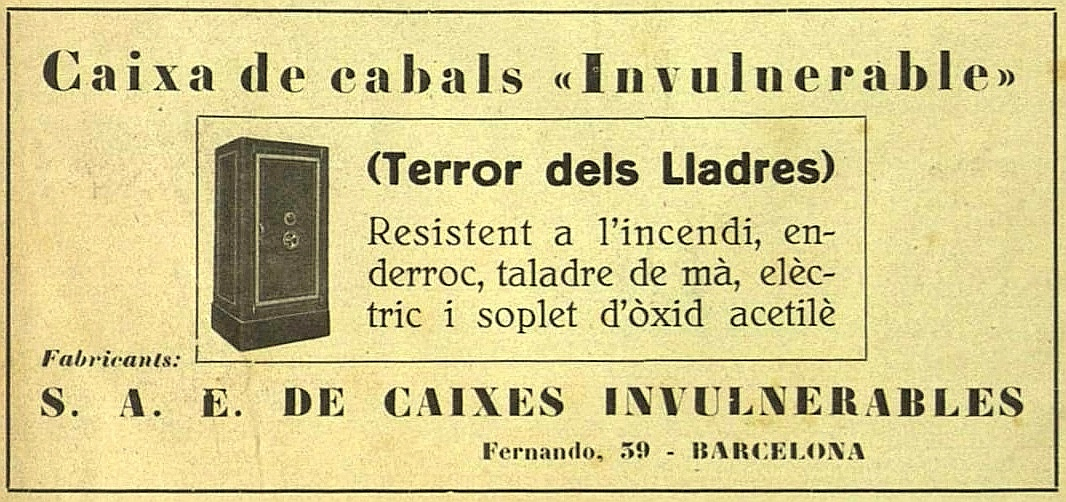
Anunci d'una caixa de cabals de l'any 1929 enumerant-ne els graus de resistència

Hi ha diversos tipus de caixes fortes, depenent d'on estiguin ubicades, per exemple n'hi ha d'ubicades als habitatges, que no són gaire sofisticades i que en l'actual legislació espanyola no estan sotmeses a cap prova de qualitat, per la qual cosa les trobem amb diversos gruixos de porta i cos. A les joieries, n'hi ha de més sofisticades; les dels bancs petits tenen obertura retardada per a evitar els atracaments ràpids, i les de les seus centrals d'empreses i bancs són totalment cuirassades, de difícil accés i amb enormes controls de seguretat. Tots aquests tipus de caixes fortes estan regulats per una normativa europea que les cataloga en diferents graus: I (arma llarga), II, III (arma curta), IV (joieries, bancs...), V, VI, etc., segons el grau de resistència.
Les caixes fortes domèstiques estan dividides en dues grans categories: de sobreposar i d'encastar. Les de sobreposar s'ancoren per mitjà de cargols a la base i als costats de la caixa, mentre que les d'encastar s'introdueixen a la paret. Encara que aquestes últimes requereixen més esforç per a col·locar-les, es camuflen millor i, en estar recobertes per les parets de la casa, resisteixen millor un atac.
Les caixes d'ús domèstic, com que no hi ha cap regulació al respecte, tenen una variació en els gruixos de la porta que van des dels 2 mm fins als 15 mm amb reforç de xapa d'acer al manganès (molt resistent al trepant).
Respecte als sistemes d'obertura, aquesta classe de caixes poden tenir clau, combinació mecànica, combinació electrònica, combinació electrònica motoritzada o combinacions d'aquests.